# Persoonia sulcata
Persoonia sulcata (лат.) — кустарник, вид рода Персоония (Persoonia) семейства Протейные (Proteaceae), эндемик юго-западного региона Западной Австралии. Прямостоячий или невысокий кустарник с узкими линейными листьями и цилиндрическими жёлтыми цветками. Растёт в лесах или на каменистых склонах и встречается в нескольких разрозненных популяциях.

## Ботаническое описание
Persoonia sulcata — прямостоячий или низкий стелющийся куст с несколькими или многочисленными стволами высотой 0,2-1 м. Кора на стволе гладкая, серая. Листья расположены попеременно и имеют линейную форму, в основном 15-50 мм в длину и около 1 мм в ширину. Листья кожистые и жёсткие, одинакового цвета на обеих поверхностях, с выступающей средней жилкой на обеих поверхностях. Они также имеют остроконечные вершины и продольные борозды. Цветки расположены поодиночке или группами до трёх в пазухах листьев или с чешуйчатым листом у основания. Каждый цветок находится на конце гладкой цветоножки 3-12 мм длиной. Цветок состоит из четырёх гладких жёлтых листочков околоцветника длиной 8-11 мм, сросшихся у основания, но с загнутыми назад кончиками. Центральный столбик окружён четырьмя жёлтыми пыльниками, которые прикреплены к листочкам околоцветника с загнутыми назад кончиками, так что при взгляде с конца они напоминают крест. Цветение происходит с сентября по ноябрь. Плоды — гладкие зелёные костянки.

## Таксономия
Впервые вид был официально описан в 1856 году Карлом Мейснером в Prodromus Systematis Naturalis Regni Vegetabilis. Видовое название — латинское слово, означающее «борозда» или «плуг».

## Распространение и местообитание
Persoonia sulcata растёт в эвкалиптовых лесах, иногда на каменистых склонах в двух районах — в районе Нью-Норча — Калингири — Могумбер и в национальном парке Джона Форреста. Эти две популяции находятся в биогеографических регионах Эйвон-Уитбелт, Джеральдон-Сэндпленс, Джарра-Форест и Прибрежная равнина Суэйн.

## Охранный статус
Вид классифицируется как «четвёртый приоритет» Департамента парков и дикой природы правительства Западной Австралии, что означает, что он встречается редко или находится под угрозой исчезновения.